# Натурализация (биология)
В биологии натурализация — любой процесс, посредством которого чужеродный организм или вид распространяется в дикой природе и его размножение является достаточным для поддержания его популяции. Считается, что такая популяция натурализовалась.
Некоторые популяции не поддерживают себя репродуктивно, но существуют благодаря постоянному притоку извне. Такие неустойчивые популяции или особи в них считаются адвентивными. Культурные растения являются основным источником пополнения адвентивных популяций.
Натурализованные виды могут считаться инвазивными, если становятся достаточно многочисленными, чтобы оказывать неблагоприятное воздействие на местные растения и животных.